# Camuzzi Gazometri
Camuzzi Gazometri S.p.A. era una società italiana attiva nel settore della distribuzione del gas naturale (core business), dell'energia elettrica e dell'acqua potabile. Serviva 952 000 clienti per un totale di 1.68 miliardi di metri cubi di gas veicolati attraverso 30 000 chilometri di tubature, primo gruppo privato italiano nella distribuzione del metano.  Operava anche sul mercato argentino, con un milione di clienti serviti.
Era la società proprietaria del Piacenza.

## Storia
L'attività fu avviata con la denominazione di Società Anonima Industrial Camuzzi, il 9 aprile 1929, su iniziativa del Comandante Camuzzi, allo scopo di creare una rete per la distribuzione del gas naturale nel territorio di Milano.
Successivamente entra a far parte del Gruppo Nazionale Sviluppo Imprese Industriali di SADE.
Nel 1976 viene acquisita da Leonardo Garilli e nel 1979 si fonde con Società Nazionale Gazometri, diventando Camuzzi Gazometri S.p.A..
Nel 1992 inizia ad operare in Argentina.
Nel 1995 rileva Aimeri S.p.A. maggiore polo industriale privato nella raccolta e smaltimento di rifiuti solidi urbani in Piemonte e Liguria.
Nel 2000 entra nel settore editoriale, con la creazione di Camuzzi Editoriale, licenziataria italiana del Reader's Digest per la rivista Selezione.
Nel 2002 Enel completa l'operazione di acquisizione delle attività italiane di distribuzione di gas metano di Camuzzi Gazometri S.p.A. e di Aimeri S.p.A., iniziata dal 2001, per un importo totale di 1.04 miliardi di euro.
Successivamente viene incorporata in Enel Rete Gas S.p.A..

## Camuzzi International
Il nome Camuzzi tuttavia sopravvisse per qualche anno con Camuzzi International, delle famiglie Garilli e Jannuzzelli, società attiva in una pluralità di settori quali l'immobiliare, l'editoria e l'arte, dichiarata fallita nel 2012.